# テトラオドン属
テトラオドン属（テトラオドンぞく、学名: Tetraodon）は、アフリカの淡水で見られるフグ科（Tetraodontidae）の属である。フグ科のタイプ属であり、歴史的に多数のその他の種が含まれていた。一部のアジアの種のみが2013年にDichotomyctere属、Leiodon属、Pao属に移された。

## 種

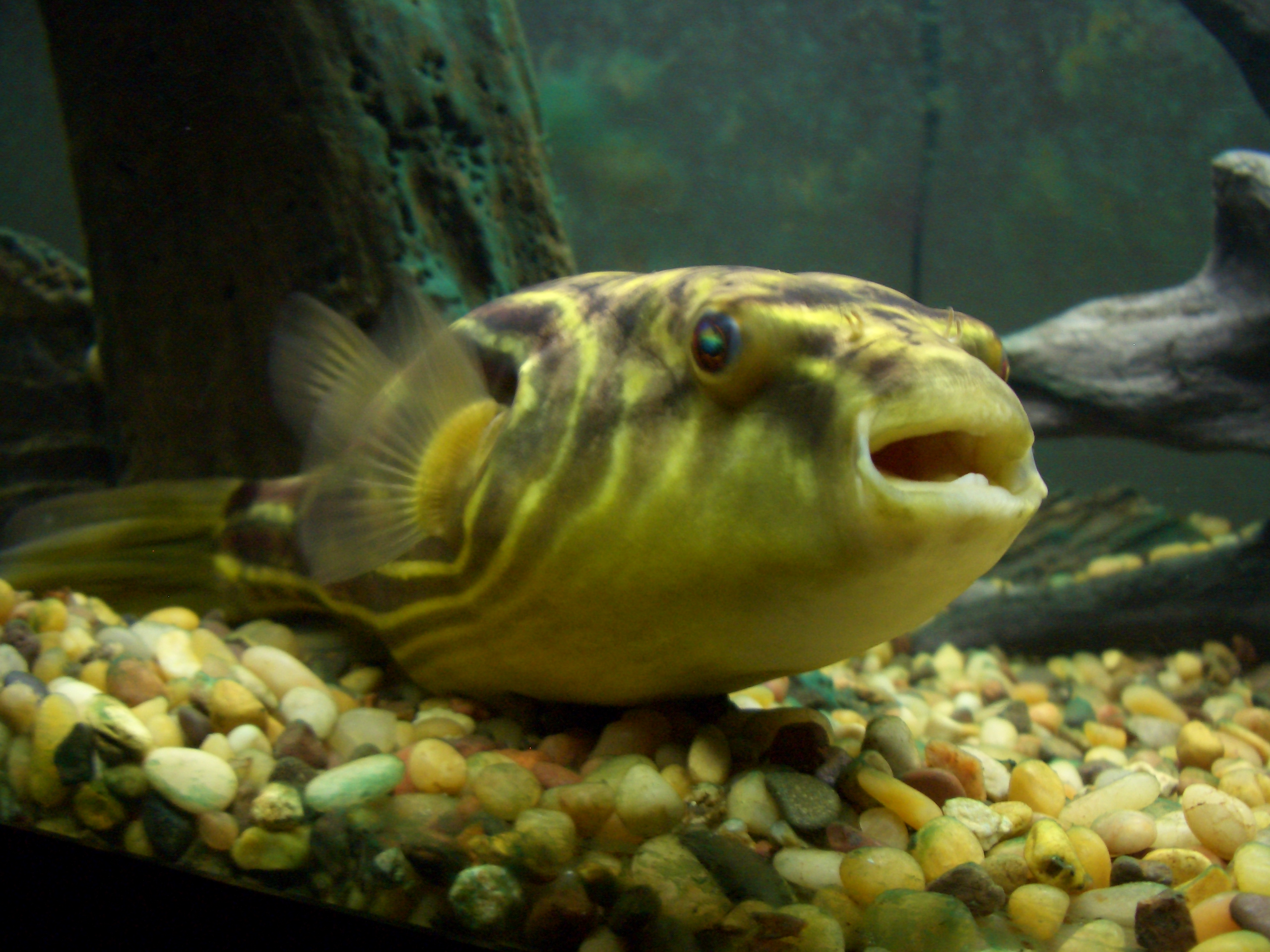
T. lineatus

この属には6つの既知種が存在する。
- Tetraodon duboisi（英語版） Poll, 1959
- Tetraodon lineatus（英語版） Linnaeus, 1758 (Fahaka pufferfish, Nile pufferfish, lineatus puffer or globe fish)
- Tetraodon mbu（英語版） Boulenger, 1899 (mbu pufferfish or giant pufferfish)
- Tetraodon miurus（英語版） Boulenger, 1902 (Congo pufferfish or potato pufferfish)
- Tetraodon pustulatus（英語版） A. D. Murray, 1857 (Cross River pufferfish)
- Tetraodon schoutedeni（英語版） Pellegrin, 1926